# Tragidion deceptum
Tragidion deceptum là một loài bọ cánh cứng trong họ Cerambycidae.